# 谷饶镇
谷饶镇，昔称赤寮，后因农业生产发达，清时改称谷饶，取其五谷丰登之义。位于潮阳区西北部，东邻西胪镇，南连铜盂镇，西接贵屿镇，北交金灶镇。

## 历史
宋、元代属兴仁乡，明、清至民国初属贵山都，民国10年（1921年）起属潮阳县第六区。1956年为谷饶乡，1958年成立红锋人民公社，1959年改称谷饶人民公社，1983年改为谷饶区，1986年建制为谷饶镇。是中国广东省汕头市潮阳区所辖的一个镇，是中国针织内衣名镇。

## 地理
镇域面积71.8平方公里，其中耕地2.4万亩，山地4.6亩。下辖5个居民委员会：上堡、茂广、华光、仙波（原新陂）、新兴，21个村民委员会：大坑、溪美、新厝、头埔、东明、东星、横山、沟南、后沟、乌窖、官田、莲塘、径脚、屯内、仙地、深洋、案前、新寮、石壁、石光、木丹坑。至2003年末总人口13.5628人。

## 环境问题
因为纺织业发达，当地工厂抽取地下水并直接排污至当地河流。溪美、头埔、新厝等村庄因为数十年过量抽取地下水导致地面塌陷，而河流则污染严重，人民饮水用水困难。汕头市及潮阳政府环保监管不利，直至2018年中央环保督察组走访才采取措施。